# Camarhynchus
Camarhynchus is  een geslacht van zangvogels uit de grote Amerikaanse familie Thraupidae (tangaren). Dit geslacht behoort tot de zogenaamde darwinvinken die alleen voorkomen op de Galapagoseilanden.

## Soorten
Het geslacht kent de volgende soorten:
- Camarhynchus heliobates  – mangrovevink
- Camarhynchus pallidus  – spechtvink
- Camarhynchus parvulus  – kleine boomvink
- Camarhynchus pauper  – Charles' boomvink
- Camarhynchus psittacula  – grote boomvink